# Inter Rhône

Les vignobles de la vallée du Rhône

Inter Rhône est un organisme interprofessionnel regroupant l'ensemble de la filière viti-vinicole (viticulture et négoce) des AOC de la vallée du Rhône. Régie par la loi de 1901, cette association à son siège à Avignon, en l'hôtel de Rochegude, 4 et 6 rue des Trois-Faucons. Ses présidents ont été Gérard Pierrefeu, vigneron à Cairanne, Jérôme Quiot, vigneron et négociant à Châteauneuf-du-Pape, Michel Bernard, négociant à Orange, Christian Paly, vigneron coopérateur à Tavel , Michel Chapoutier, vigneron et négociant à Tain-l'Hermitage et depuis 2020 Philippe Pellaton, vigneron coopérateur à Laudun.  

## Appellations regroupées dans Inter Rhône
Sa zone d'activités s'étend de Vienne au nord jusqu'à Avignon au sud et concerne l'ensemble du second vignoble d'appellation en France. Les AOC regroupées s'étendent sur six départements : Rhône, Loire, Ardèche et Gard, sur la rive droite du fleuve, Drôme et Vaucluse, sur la rive gauche. Ces départements sont rattachés à trois régions : Rhône-Alpes, Languedoc-Roussillon et Provence-Alpes-Côte d'Azur. Du nord au sud, ce vignoble se répartit en plusieurs appellations :
- Côtes-du-rhône[5] qui se subdivisent en :

1. Côtes-du-rhône septentrionales[5] (de Vienne à Valence).
2. Côtes-du-rhône méridionales[5] (de Montélimar à Avignon).

- Ventoux (AOC)[5] dans le Vaucluse.
- Luberon (AOC)[5] dans le Vaucluse également.
- Côtes-du-vivarais[5] dans les départements de l'Ardèche et du Gard.
- Costières-de-nîmes[5], duché-d'uzès[5] et clairette-de-bellegarde[5] dans le Gard.
- Grignan-les-Adhémar (AOC)[5], Clairette de Die, Crémant de Die, Coteaux de Die et Châtillon-en-Diois[6] dans la Drôme.

## Missions d'Inter Rhône

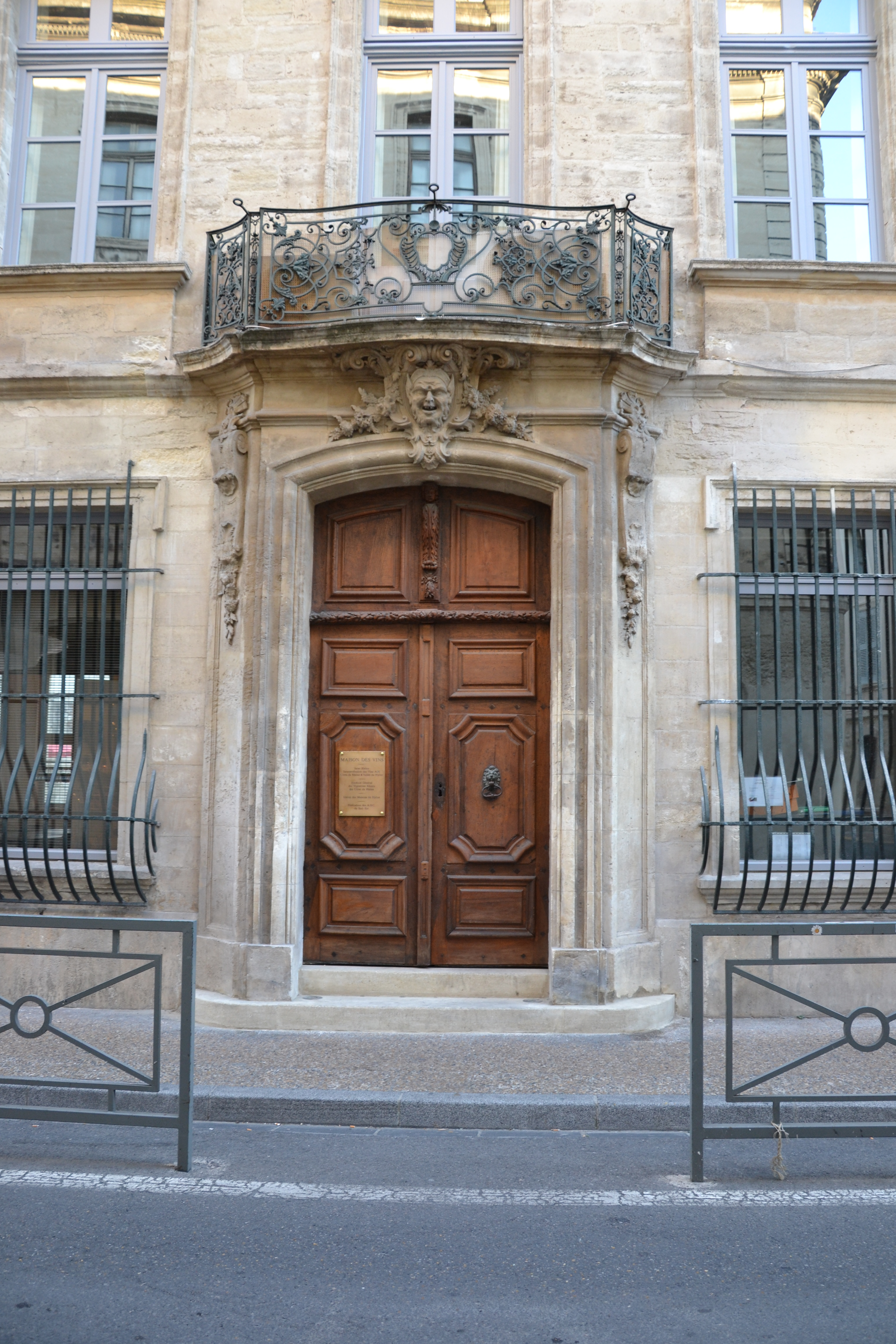
Hôtel de Rochegude, siège d'Inter Rhône.

Investi de missions de service public, Inter Rhône regroupe tous les viticulteurs et tous les négociants de la région de production. Organisation interprofessionnelle telle que définie aux articles L 631 du code rural, c'est un établissement à caractère privé, financé par les professionnels des vins de la vallée du Rhône (négociants et viticulteurs).  
Ses membres sont désignés, paritairement, par les syndicats professionnels de la viticulture et du négoce. Un président est élu pour cinq ans. La représentation de l'État est assurée à la fois par un contrôleur général économique et financier, nommé par le ministère des Finances, et par des responsables des différentes administrations concernées (DGDDI, DGCCRF, DRAF, DDAF, ONIVINS, INAO…). 
Toutes les décisions, sous tous leurs aspects, sont prises par l'assemblée plénière, sur proposition du Comité permanent, après consultation de commissions spécialisées. Les différents départements d'Inter Rhône sont chargés d'en assurer la bonne exécution.

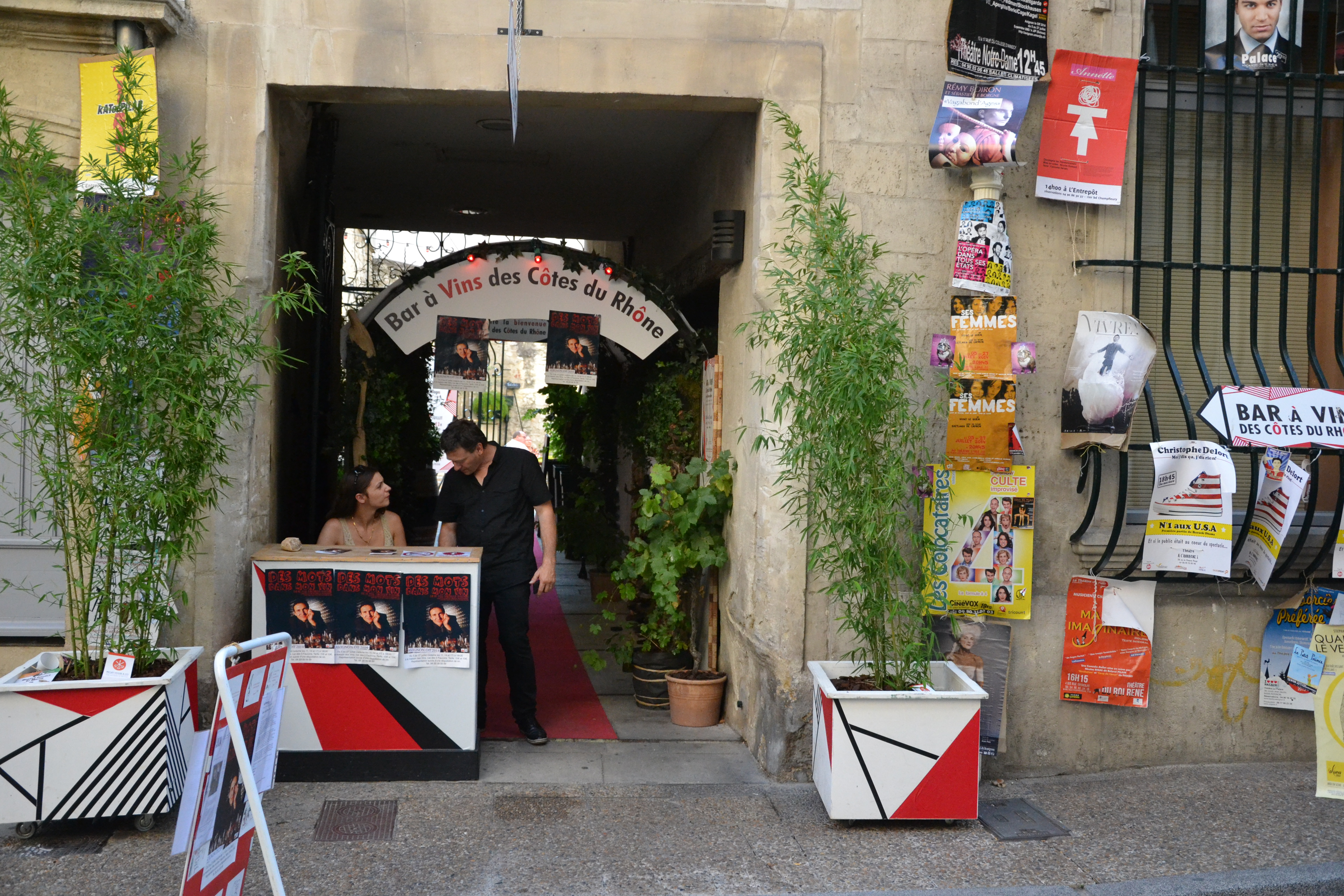
Promotion des AOC de la vallée du Rhône durant le festival d'Avignon.

Son objectif est de promouvoir les différentes AOC regroupées en son sein et de mettre en œuvre des actions économiques et techniques sur l'ensemble des vignobles de la vallée du Rhone. Dans ce cadre les économistes d'Inter Rhône initient les études sur les variations de l'offre et de la demande, centralisent les statistiques afin de réguler et d'adapter sur le terrain les conditions de production et la mise en marché. Les techniciens, quant à eux, se consacrent à la recherche scientifique et œnologique pour améliorer la qualité des vins. Tandis que les commerciaux œuvrent, tant en France qu'à l'étranger, pour la promotion et la valorisation des différentes appellations.
Inter Rhône est membre de Vin et société.

## Fonctionnement
L'organisation perçoit, en 2010, des contributions volontaires obligatoires auprès des professionnels du secteur à hauteur de 15 528 000 euros.